# 蓮見恭子
蓮見 恭子（はすみ きょうこ、1965年11月9日 -）は、日本の小説家、推理作家。

## 略歴・人物
大阪府堺市出身、在住。大阪芸術大学美術学科卒業。
2000年頃から大阪の「創作サポートセンター」を受講しながら、作品を書き始めた。
2008年「巫病（ふびょう）の島」で第18回鮎川哲也賞の最終候補に残るも落選。
2010年「女騎手」で第30回横溝正史ミステリ大賞の優秀賞を受賞。
競馬ファンで、2021年9月16日よりJRA（日本中央競馬会）の運営審議会委員に任命された。

## 作品リスト
単行本
- 女騎手（2010年9月 角川書店 / 2012年5月 角川文庫）
- 無名騎手（2011年7月 角川書店）
- ワイルドピッチ（2012年7月 光文社）
- アンフェイスフル 国際犯罪捜査官・蛭川タニア（2013年3月 角川文庫）
- 拝啓17歳の私（2013年6月 角川春樹事務所）
  - 【改題】ガールズ空手 セブンティーン（2015年2月 ハルキ文庫）
- イントゥルージョン 国際犯罪捜査官・蛭川タニア（2014年9月 角川文庫）
- 襷を、君に。（2016年2月 光文社 / 2018年11月 光文社文庫）
- シマイチ古道具商―春夏冬人情ものがたり(2017年3月 新潮文庫)
- 襷を我が手に（2017年11月 光文社・2021年3月「輝け! 浪華女子大駅伝部」に改題 光文社文庫）
- 始まりの家（2018年8月 講談社）
- MGC マラソンサバイバル (2019年8月)
- たこ焼きの岸本（2020年3月 ハルキ文庫）
- バンチョ高校クイズ研（2020年6月 集英社文庫）
- 涙の花嫁行列 たこ焼きの岸本 2（2020年11月 ハルキ文庫）
- メディコ・ペンナ 万年筆よろず相談 (2021年11月 ポプラ社)